# Келети пайаудвар (станция метро)

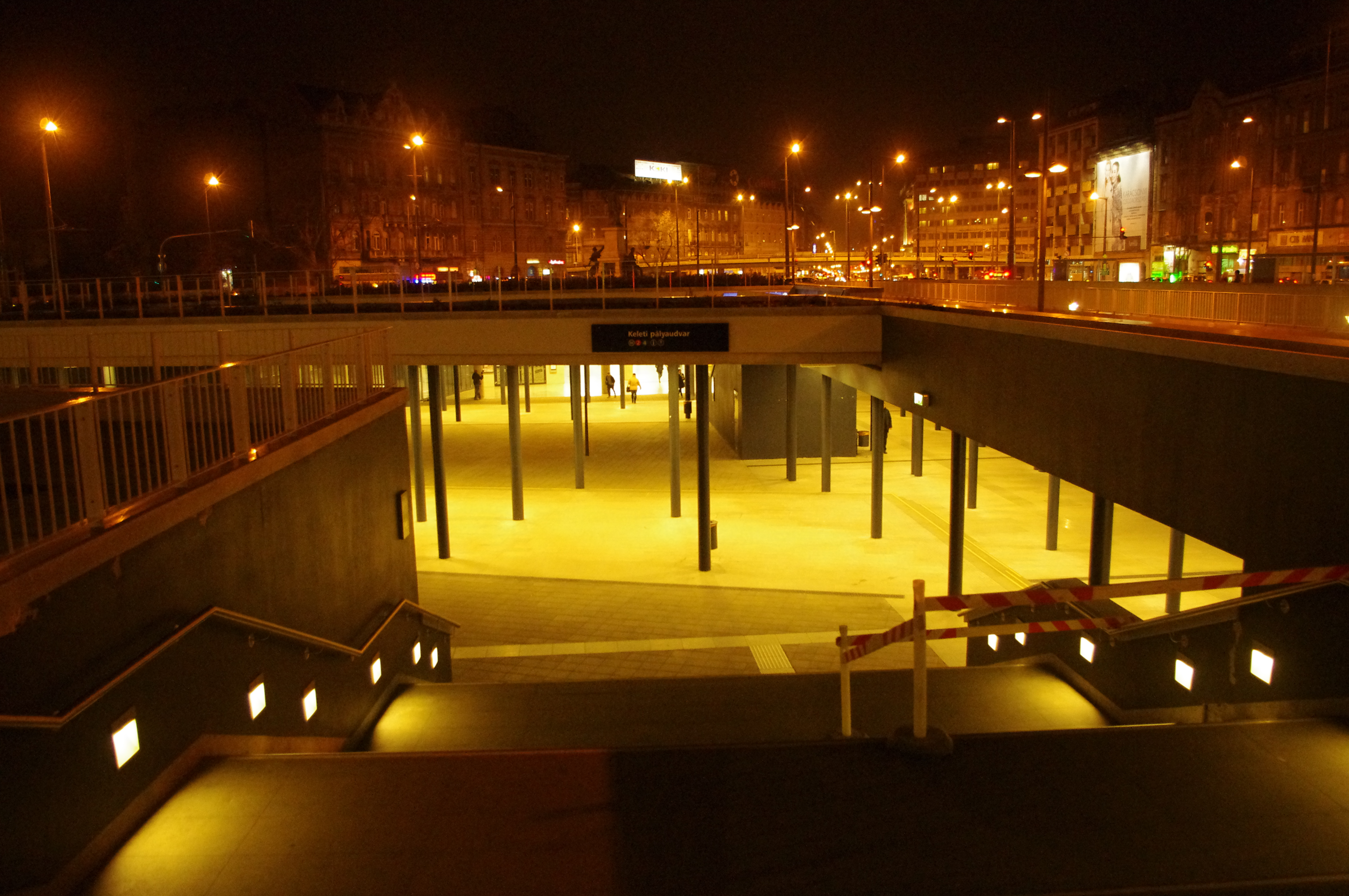
Наземный вестибюль обеих станций

«Келети-Пайаудвар» (венг. Keleti pályaudvar — Восточный вокзал) — пересадочный узел Будапештского метрополитена, состоящий из одноимённых станций на линии M2 (красной) и линии M4 (зелёной). Станция линии M4 является конечной по состоянию на 2023 год.
Станция расположена под площадью Барош (венг. Baross tér), на которой находится здание вокзала Келети (восточного). Выход со станции осуществляется как на площадь, так и напрямую в здание вокзала.
Станция на линии M2 открыта 4 апреля 1970 года (день 25-летия освобождения Венгрии Советской армией) в составе пускового участка линии M2 «Деак Ференц тер» — «Эрш везер тере». Станция на линии M4 открыта 28 марта 2014 года в составе пускового участка Келенфёльд вашуталломаш — Келети пайаудвар.
Линия M2 будапештского метро от станции «Астория» до конечной станции «Эрш везер тере» идёт вдоль западной радиальной магистрали, около вокзала Келети улица Ракоци переходит в улицу Керепеши.
Станция линии M2 — глубокого заложения, её глубина — 28,3 метра. На станции одна островная платформа. Центральный зал отделён от путевых платформ широкими пилонами.
Станция линии M4 односводчатая, залегает на глубине 14 метров, на ней одна островная платформа.